# ニュースプラス1こうち
『ニュースプラス1こうち』（ニュースプラスワンこうち）は、1988年4月4日から1989年3月31日まで高知放送（RKCテレビ）で放送されていた、3代目のローカルニュース番組、『NNNニュースプラス1』の高知県ローカルパート。正式名称は『NNNニュースプラス1こうち』。

## 放送時間
- 毎週月曜 - 金曜 18:00 - 19:00（日本標準時）で、ローカルパートの放送は18:30からであった。

| 高知放送 月曜 - 金曜夕方のローカルニュース     | 高知放送 月曜 - 金曜夕方のローカルニュース                | 高知放送 月曜 - 金曜夕方のローカルニュース |
| 前番組                                         | 番組名                                                    | 次番組                                     |
| ---------------------------------------------- | --------------------------------------------------------- | ------------------------------------------ |
| NNNこうちToday （1985年4月1日 - 1988年4月1日） | NNNニュースプラス1こうち （1988年4月4日 - 1989年3月31日） | こうちNOW （1989年4月3日 - 2006年9月29日） |

| スタブアイコン | サブスタブ | この項目は、まだ閲覧者の調べものの参照としては役立たない、テレビ番組に関連した書きかけの項目です。この項目を加筆・訂正などしてくださる協力者を求めています（P:テレビ/PJ:放送または配信の番組）。 |